# (4484) Sif
(4484) Sif ist ein Hauptgürtelasteroid, der am 25. Februar 1987 von Poul Jensen vom Brorfelde-Observatorium aus entdeckt wurde.
Der Asteroid ist nach Sif, der Gattin des Donnergottes Thor, benannt.